# Кораб (гора)
Кораб, Кораби (мак. Кораб, Голем Кораб, алб. Korabi) — гора на Балканському півострові, розташована між долинами річок Радика та Чорний Дрин.
Висота над рівнем моря — 2764 м. Гора розташована на кордоні Албанії та Північної Македонії (національний парк Маврово), будучи вищою точкою цих країн. Геологічно Кораб належить до системи Шар-Планина. Гора складена вапняками, схилах вкриті дубом, буком та сосною. Вище 2000 м розташовані гірські пасовища.
Гора має понад 10 піків з абсолютною висотою понад 2000 метрів, розташованих в обох країнах. Кораб зображений на гербі Македонії. На схилах гори є льодовикові озера.

## Галерея

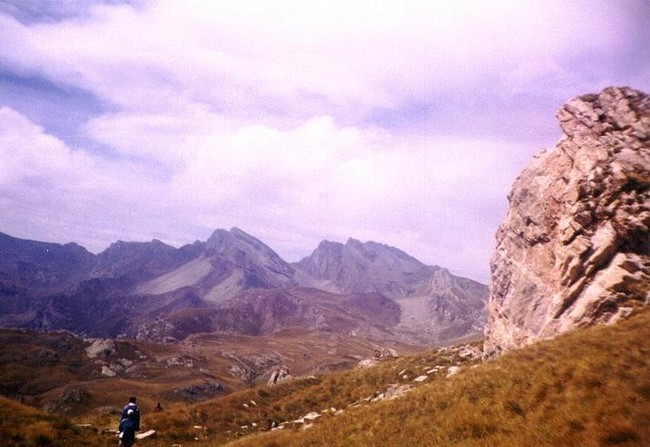
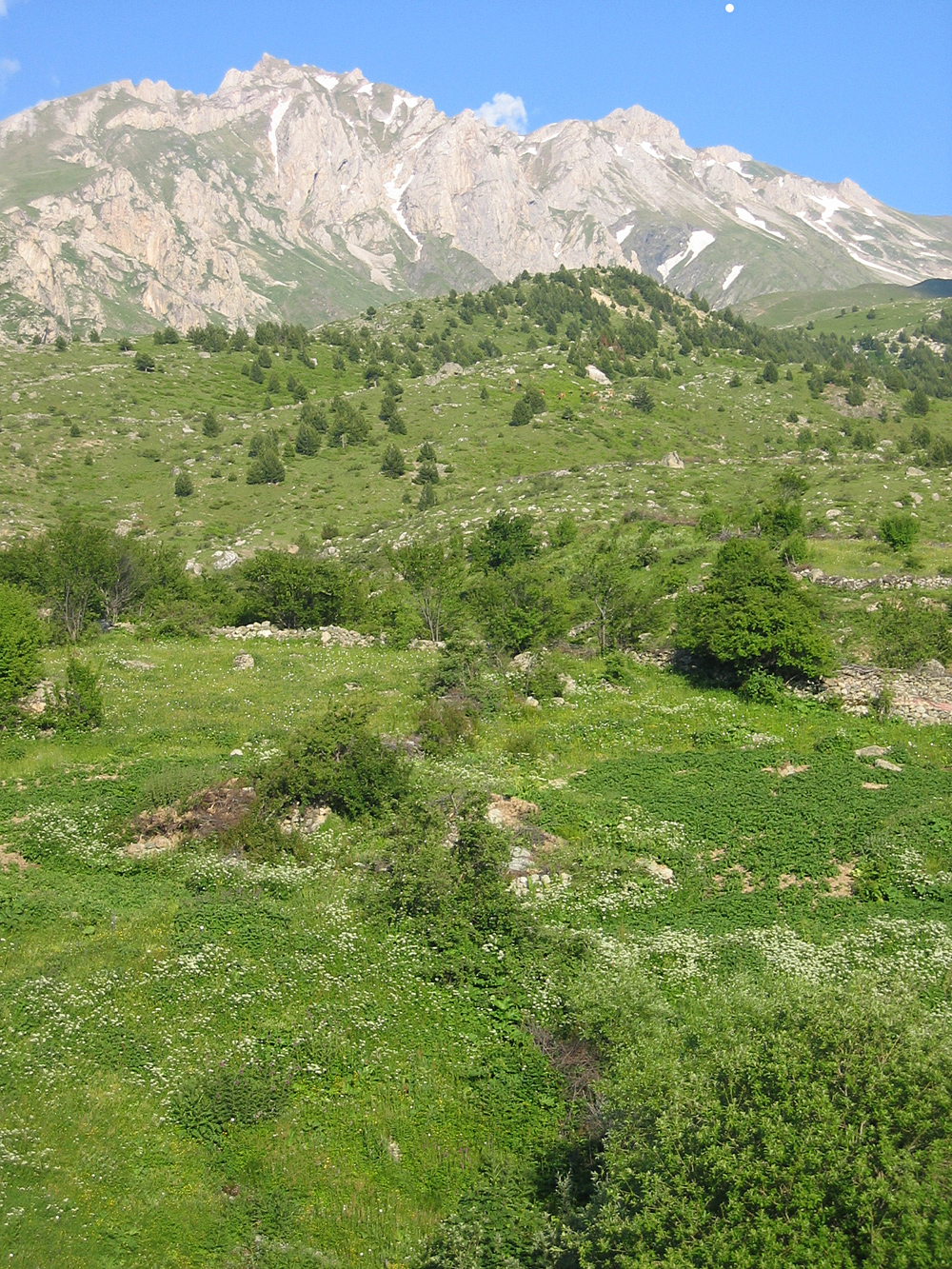
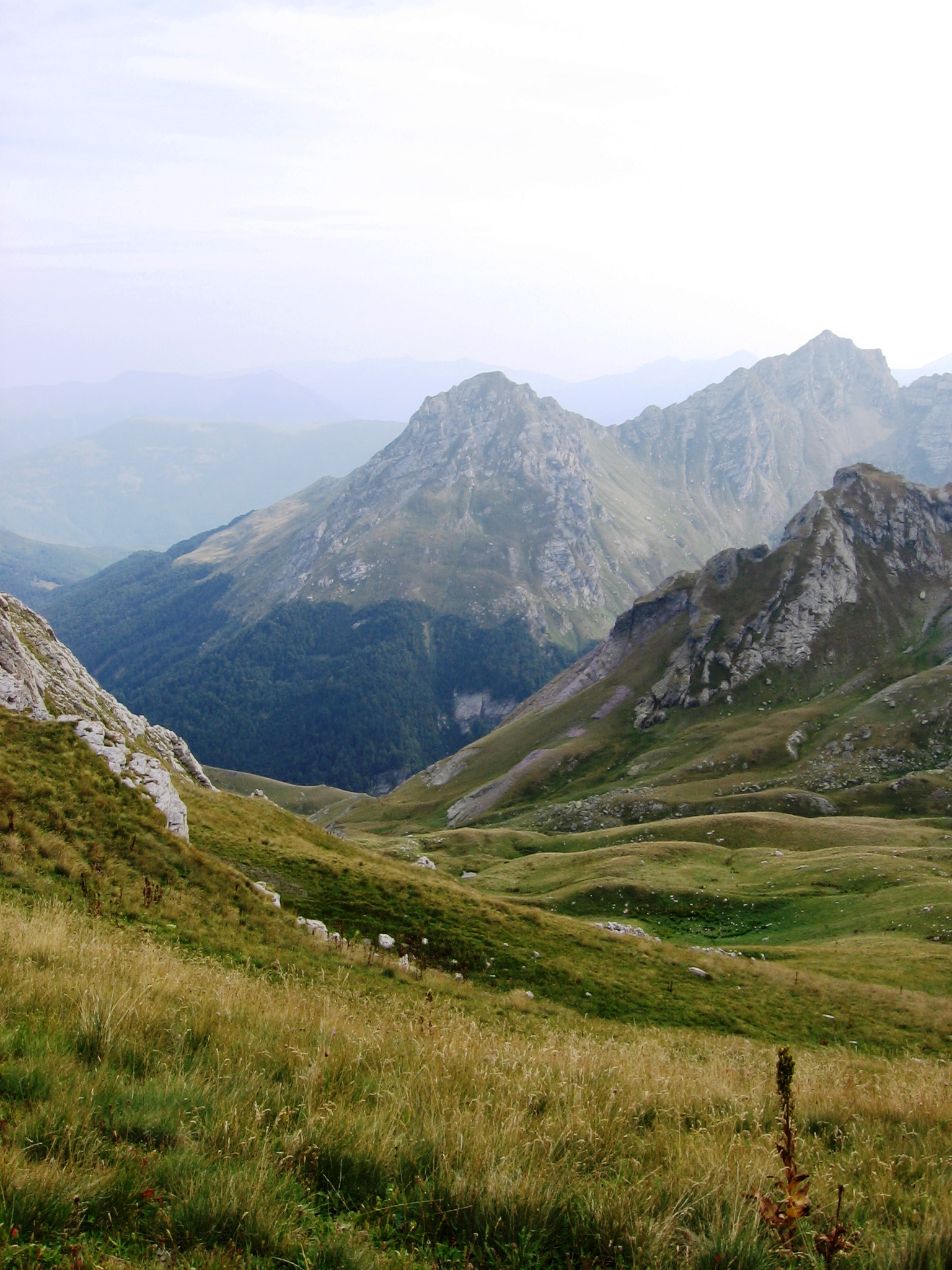
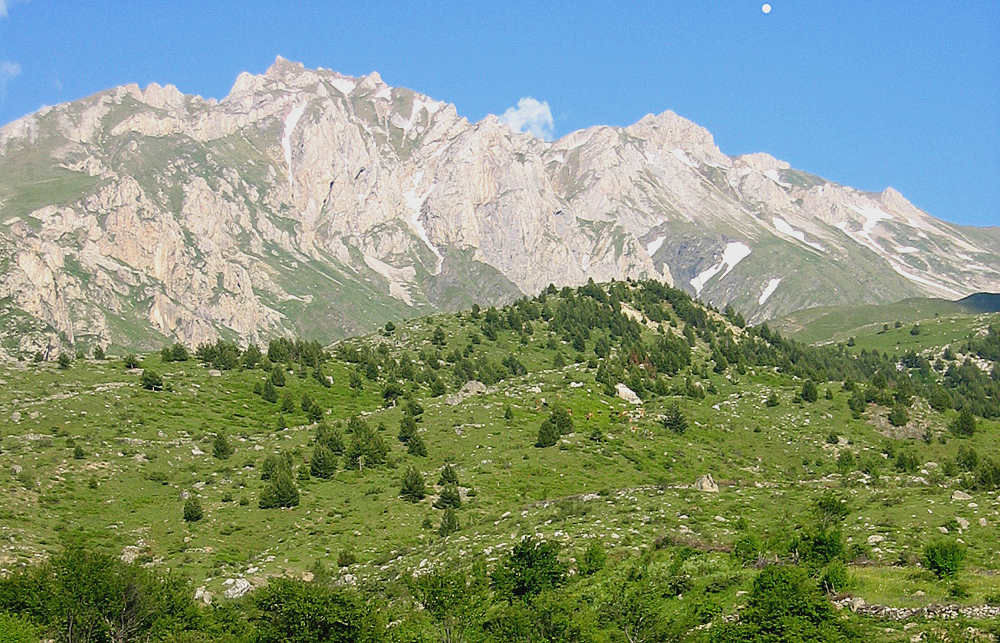